# Jozafat (król Judy)
Jozafat, Jehoszafat, (hebr. ‏יְהוֹשָׁפָט‎ Jehošaphat, „Jahwe jest Sędzią”, zm. ~848 p.n.e.) – król Judy z dynastii Dawida.
Syn Asy, króla Judy, i Azuby. Po śmierci ojca został królem Judy. Jako daty panowania podaje się lata 870–848 p.n.e., 870/869–848 p.n.e. i 871–847 p.n.e.

## Rządy
W polityce zagranicznej odnosił szereg sukcesów. Sprzymierzył się z izraelskim królem Achabem, za co został skarcony przez Jehu - proroka Bożego. Ustanowił swojego namiestnika w Edomie. Wysłał także flotę do Tarszisz po złoto – ta jednak zatonęła, co zapowiedział proroczo Eliezer, syn Dodajasza z Mareszy.
W polityce wewnętrznej popierał monoteistyczną wiarę w Jahwe. Wygnał resztę uprawiających nierząd kultowy, usunął świątyńki wyżynne i Aszery. Zabezpieczył też kraj militarnie, zatroszczył się o nauczanie ludu Słowa Bożego, przeprowadził reformę sądownictwa, nawracał osobiście swój lud do Boga, modlił się z wiarą, a Bóg odpowiadał cudami.
Po śmierci Jozafata rządy objął jego syn Joram. Oprócz Jorama Jozafat miał jeszcze sześciu synów: Azariasza (I), Jechiela, Zachariasza, Azariasza (II), Mikaela i Szefatiasza.
Wymieniony w Ewangelii według Mateusza w rodowodzie Józefa z Nazaretu.